# Mènsula ferroviària

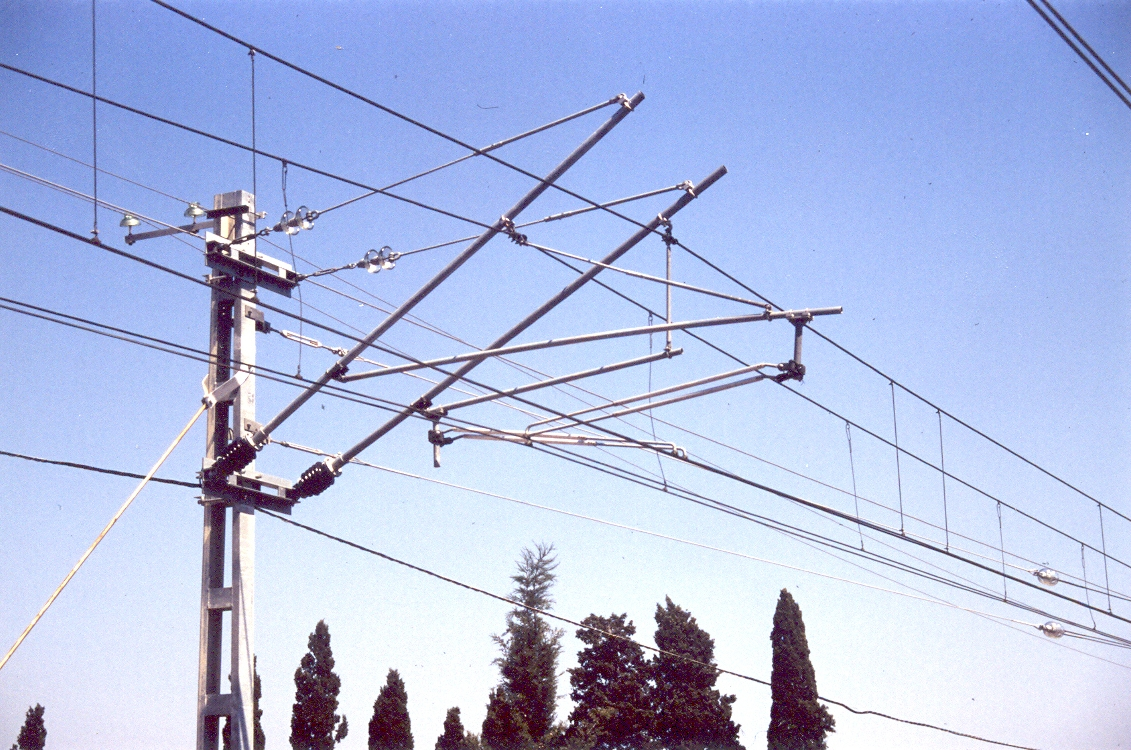
Mènsula ferroviària

Una mènsula ferroviària és la peça que subjecta la catenària. I ho fa en repetides ocasions per tal de subjectar millor el cable; Aquesta és més comuna quan la via fa una corba, ja que el cable ha de seguir paral·lelament la corba. La mènsula està subjecte a un pal, metàl·lic que és el que l'uneix amb el sòl. Hi ha molts tipus de mènsules, i Espanya en té un model propi i unificat en les companyies que operen a Espanya entre elles Red Nacional de los Ferrocarriles Españoles, Ferrocarrils de la Generalitat de Catalunya, euskotren. Tanmateix les línies d'alta velocitat tenen un model diferent de mènsules i catenària, ja que han d'albergar grans quantitats de volts per fer funcionar els veloços combois.